# Eupithecia thiacourti
Eupithecia thiacourti là một loài bướm đêm trong họ Geometridae.